# Planetarium Śląskie
Planetarium Śląskie – największe i najstarsze planetarium i obserwatorium astronomiczne w Polsce. Zostało założone 4 grudnia 1955 roku w ówczesnym Wojewódzkim Parku Kultury i Wypoczynku (obecnie nazywany również Parkiem Śląskim) położonym w Chorzowie.

## Historia
Budowę Planetarium Śląskiego im. Mikołaja Kopernika rozpoczęto z okazji Roku Kopernikowskiego w 1953 roku. Zbudowano je na najwyższym wzniesieniu parku tzw. Górze Parkowej. Autorem projektu był architekt Zbigniew Solawa.

## Opis
W latach 1955–2018 centralnym urządzeniem Planetarium Śląskiego był potężny projektor, noszący również nazwę „planetarium” lub nazywany inaczej „UPP” (ang. Universal Projection Planetarium). Projektor został wyprodukowany przez zakłady Zeissa w Jenie. Waży on ponad 2 tony, natomiast wysokość przy pionowym ustawieniu wynosi 5 m. Odtwarza on wygląd nieba z dowolnego miejsca na Ziemi o dowolnej porze, naśladując rzeczywisty firmament. Ekranem projekcji jest największa w kraju kopuła o średnicy 23 metrów. Widownia może pomieścić 300 osób.
W trakcie remontu zainstalowano analogowy projektor Chiron III japońskiej firmy GoTo, który jest w stanie wyświetlić na mającym niemal 800 metrów kwadratowych sferycznym ekranie około 100 milionów gwiazd. System 10 cyfrowych rzutników SONY rozmieszczonych wokół ekranu jest w stanie wyświetlić na kopule dowolne ruchome obrazy w rozdzielczości True 8K.
W zespole budynków Planetarium Śląskiego znajduje się także obserwatorium astronomiczne (z największym w Polsce 30-centymetrowym refraktorem), kilkumetrowy zegar słoneczny, stacja klimatologiczna i stacja sejsmologiczna.
W 2022 roku zakończył się czteroletni proces przebudowy i modernizacji Planetarium Śląskiego, które zostało przekształcone w Planetarium – Śląski Park Nauki. Inwestycja pochłonęła 136 mln zł, pochodzących ze środków Unii Europejskiej, budżetu państwa i środków własnych województwa śląskiego. W dodatkowym budynku, zlokalizowanym głównie pod ziemią znalazło się miejsce dla interaktywnych ekspozycji. Uroczyste otwarcie miało miejsce 11 czerwca 2022 r.

## Nowe teleskopy w Planetarium Śląskim
28 grudnia 2023 r. w Obserwatorium Astronomicznym Planetarium Śląskiego oddano do użytku dwa nowe instrumenty astronomiczne. Planetarium Śląskie w Chorzowie wzbogaciło się o dwa nowoczesne instrumenty astronomiczne: teleskop optyczny oraz radioteleskop. Nowy teleskop optyczny PlaneWave CDK700, ze zwierciadłem o średnicy 70 cm i ogniskowej 4,54 m, zastąpił wysłużoną lunetę astronomiczną z 1955 roku. Jest to jedno z największych tego typu urządzeń w Polsce, umożliwiające zarówno prowadzenie badań naukowych, jak i obserwacje dla odwiedzających. Teleskop wyposażony jest w nowoczesną kamerę astronomiczną oraz zestaw filtrów i okularów, co pozwala na obserwacje nawet w warunkach zanieczyszczenia świetlnego. Obok zmodernizowanego budynku Planetarium zainstalowano radioteleskop Primalucelab Spider 500A z czaszą o średnicy 5 metrów. Działa on na długości fali 21 cm (1420 MHz), umożliwiając obserwacje Słońca, Księżyca oraz jasnych radioźródeł, a także wyznaczanie rozkładu wodoru w ramionach spiralnych Drogi Mlecznej. Dzięki tym nowoczesnym urządzeniom, odwiedzający mogą obserwować odległe galaktyki, mgławice, gromady gwiazd oraz inne obiekty kosmiczne, co czyni Planetarium Śląskie jednym z najnowocześniejszych parków nauki w Polsce

## Filatelistyka
Poczta Polska wyemitowała 15 września 1966 r. znaczek pocztowy przedstawiający Planetarium Śląskie o nominale 1,55 zł, w serii Turystyka. Autorem projektu znaczka był Cz. Kaczmarczyk, ryt wykonał B. Brandt. Znaczek wydrukowano techniką stalorytu, na papierze niepowlekanym, w nakładzie 102.020.100 szt. Pozostawał w obiegu do 31 grudnia 1994.
Kolejny raz wyemitowano znaczek z przedstawieniem Planetarium w Chorzowie 29 czerwca 2007 roku. Był to znaczek o nominale 3,55 zł, w serii Miasta polskie. Autorem projektu znaczka była M. Żyła-Kwiatkowska. Znaczek wydrukowano techniką rotograwiury, na papierze fluorescencyjnym, w nakładzie wielomilionowym.

## Galeria

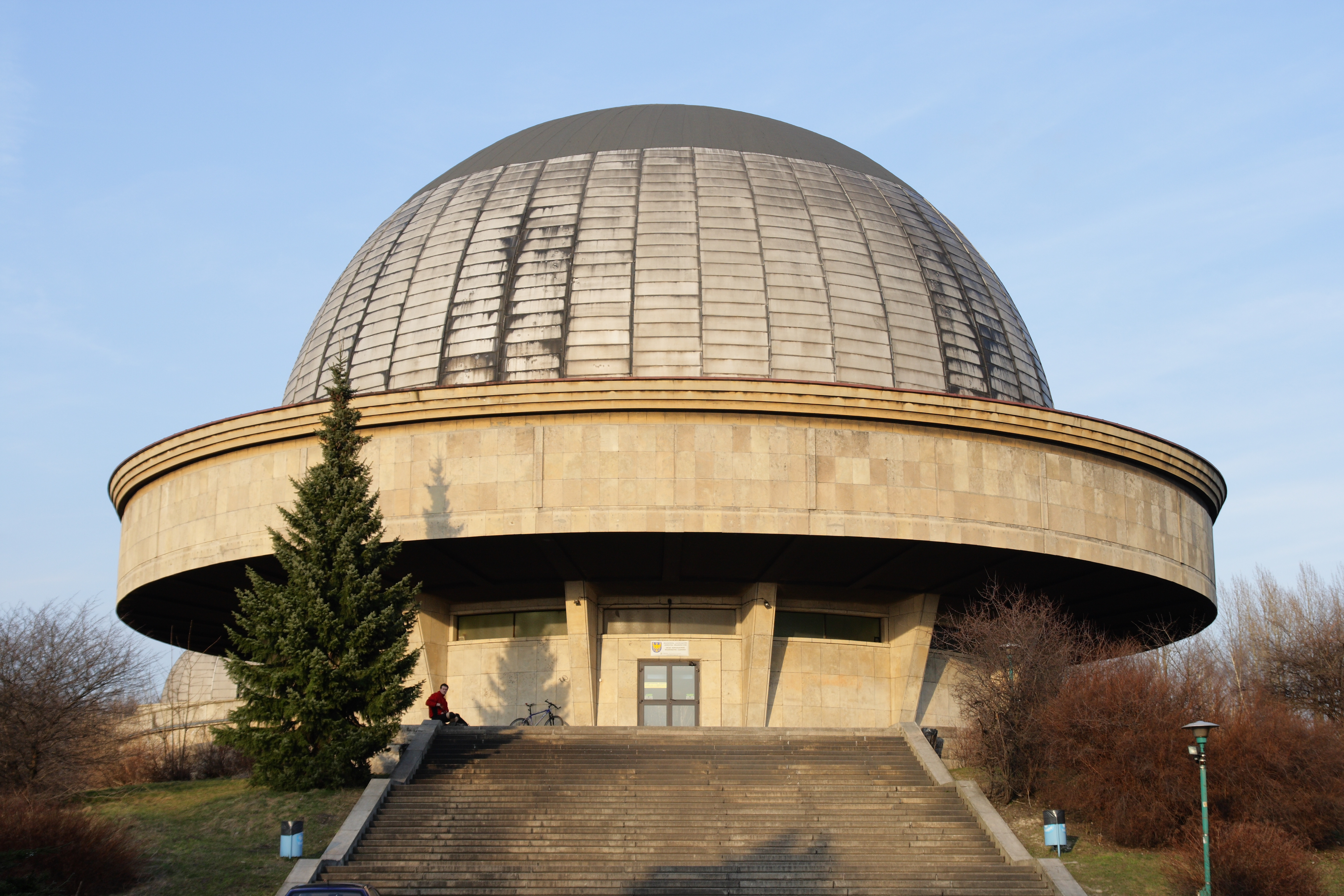
Planetarium Śląskie przed renowacją
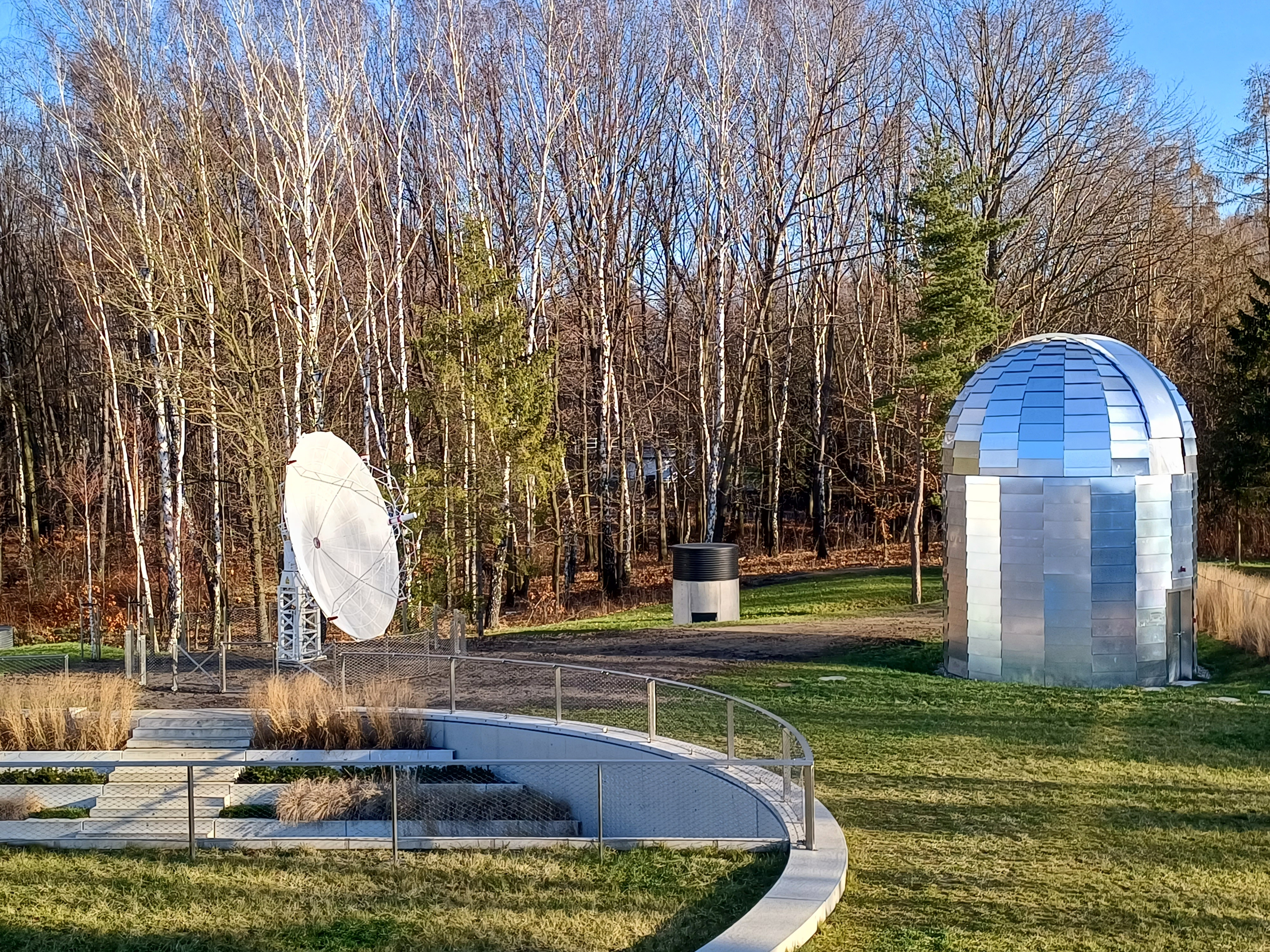
Radioteleskop Obserwatorium Astronomicznego Planetarium Śląskiego w Chorzowie
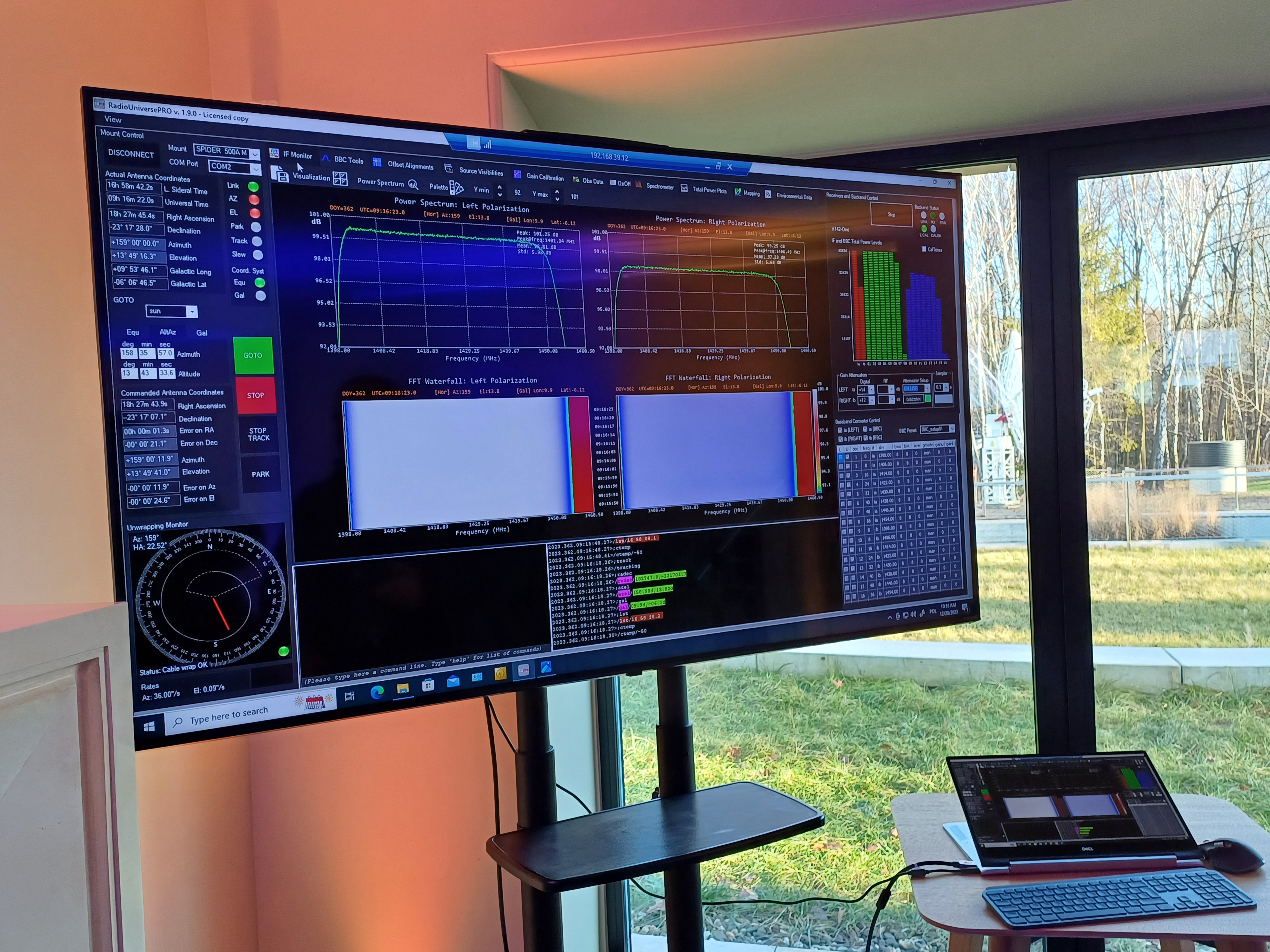
Centrum sterowania radioteleskopu
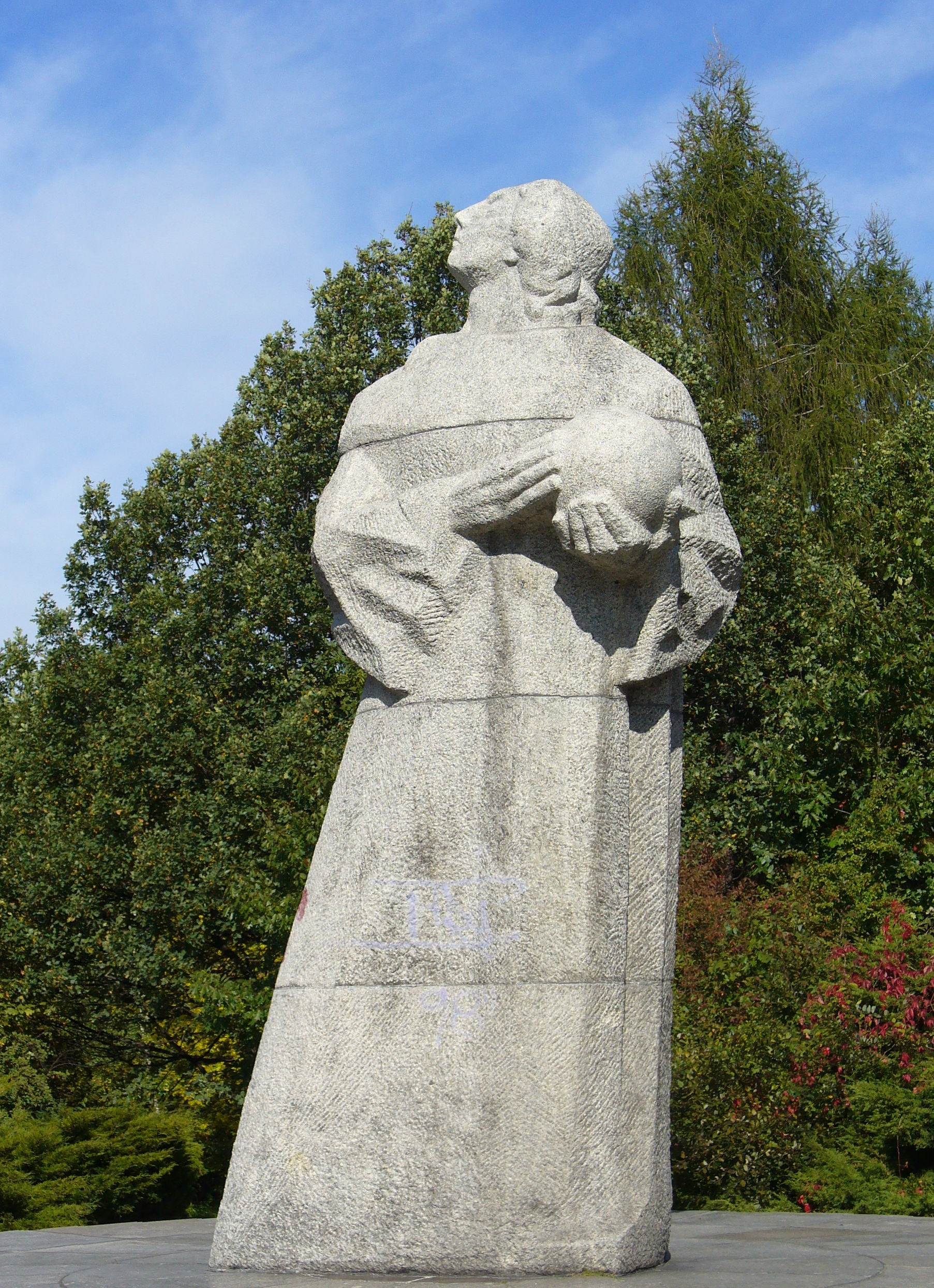
Pomnik Mikołaja Kopernika
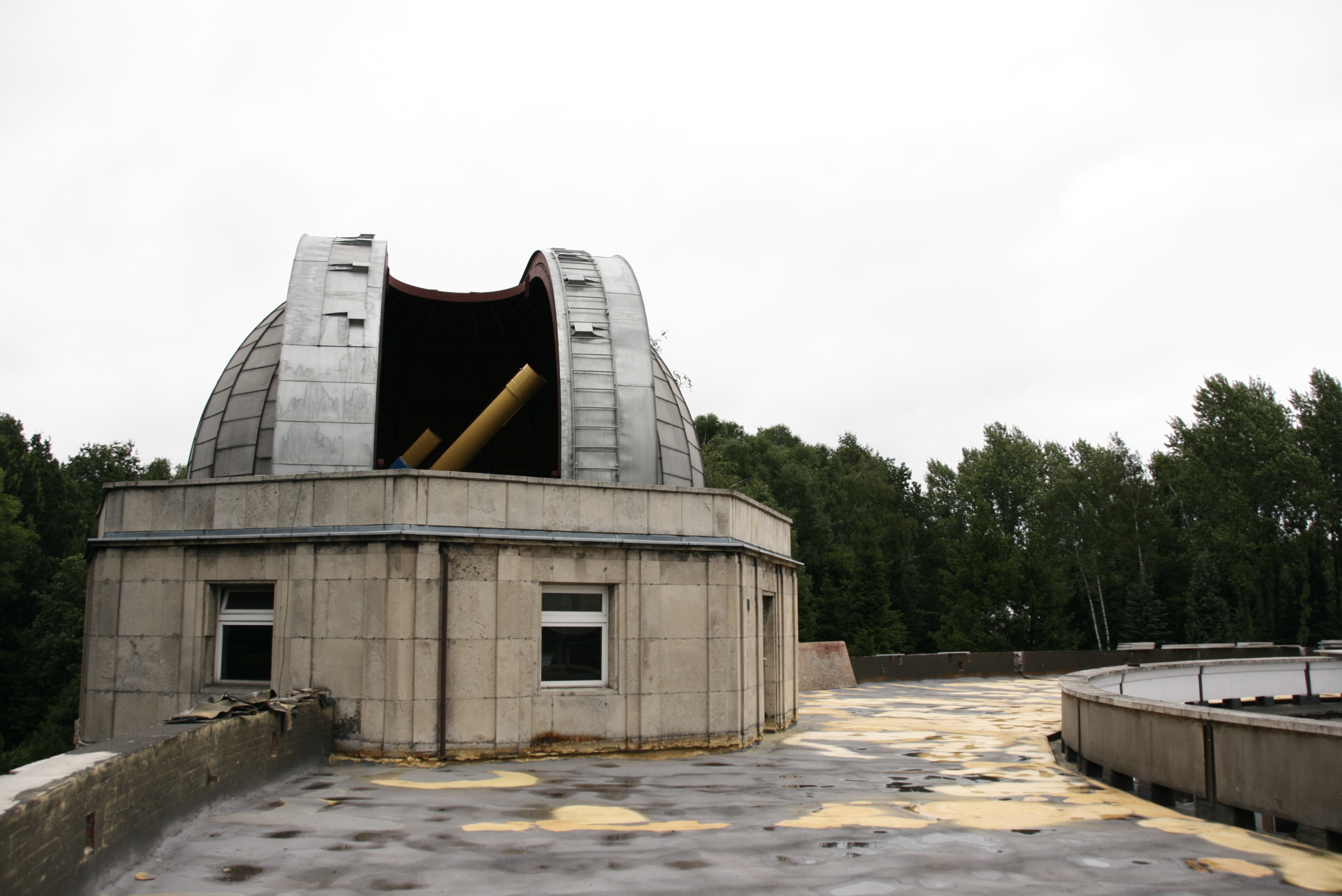
Obserwatorium astronomiczne w Planetarium Śląskim
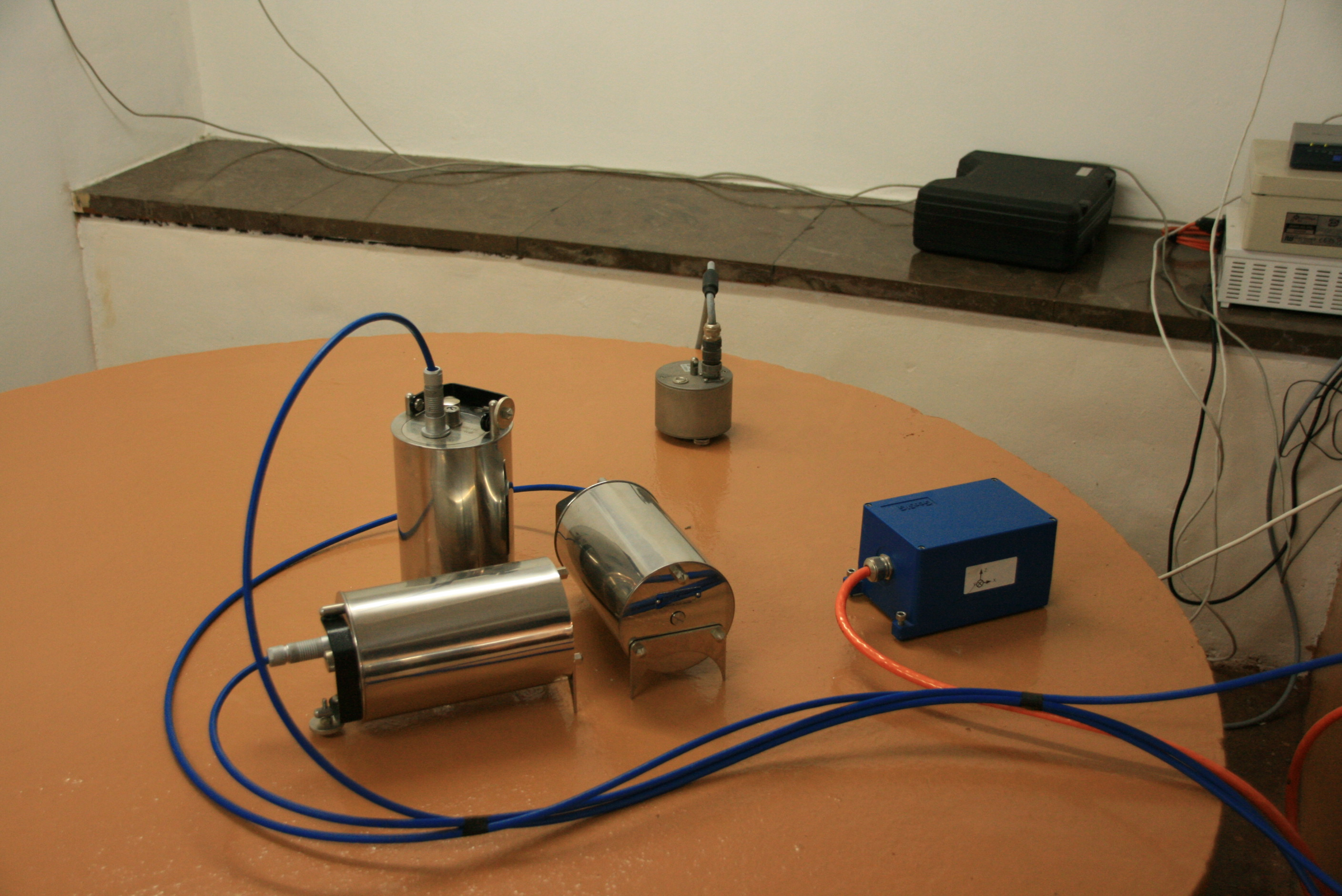
Sejsmografy krótkookresowe w Planetarium Śląskim
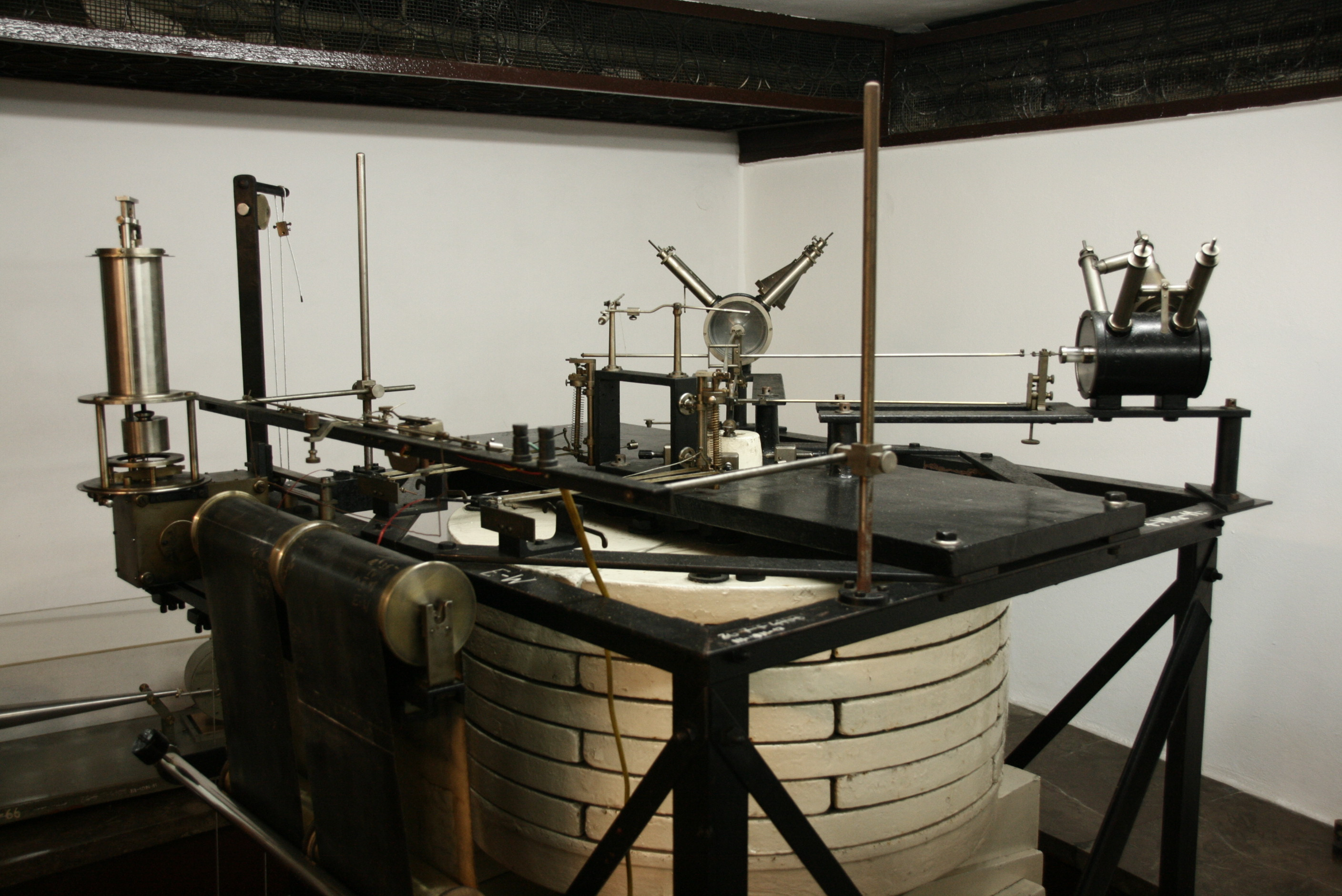
Poziomy Sejsmograf Wiecherta w Planetarium Śląskim
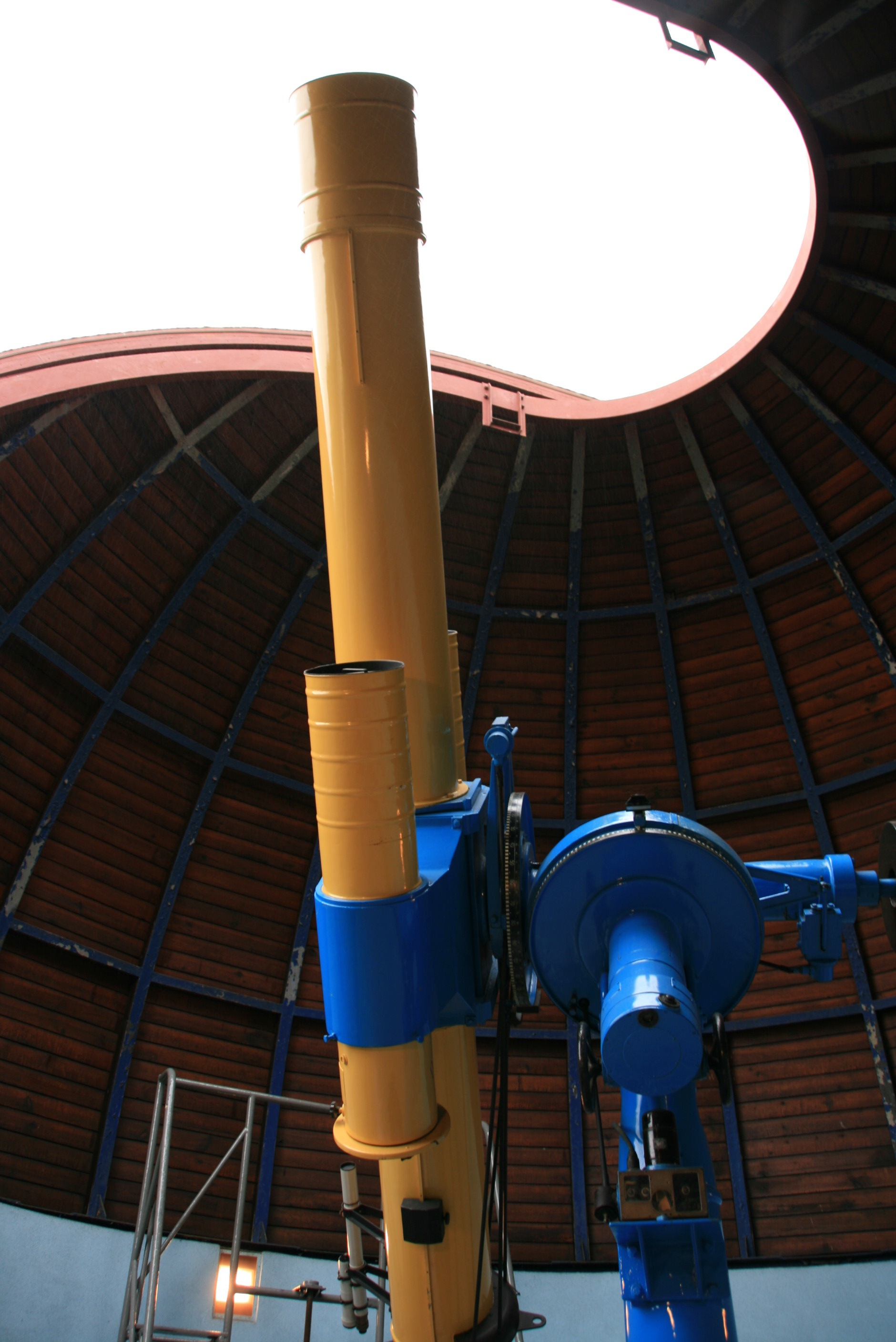
Były teleskop w Obserwatorium Astronomicznym Planetarium Śląskiego
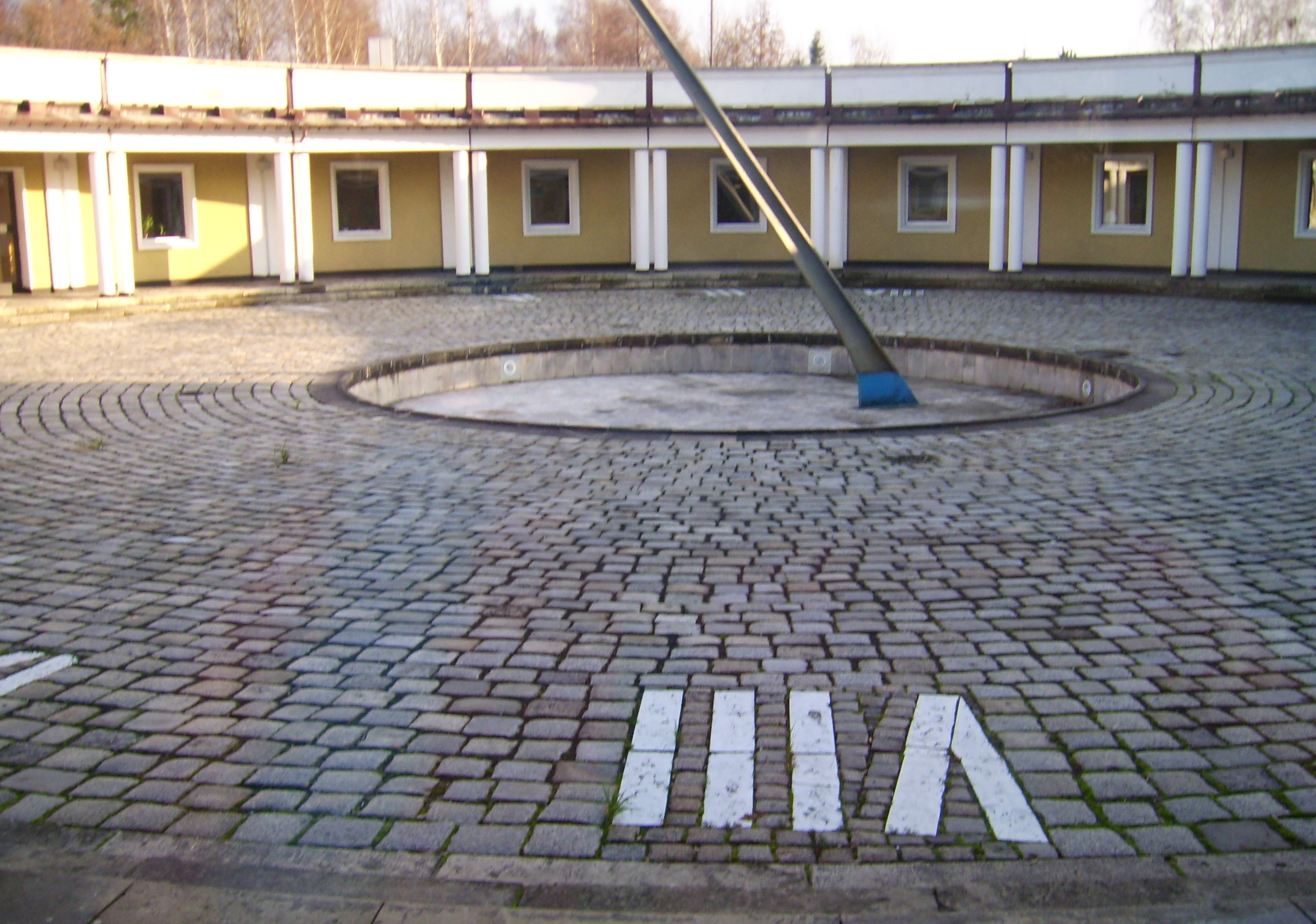
Zegar słoneczny na dziedzińcu